# Język as
Język as – praktycznie wymarły język austronezyjski z prowincji Papua Zachodnia w Indonezji. Był używany w kilku wsiach na północnym wybrzeżu Nowej Gwinei oraz na wysepce Gag w grupie wysp Raja Ampat. 
Do obszaru użycia tego języka zaliczono wsie Asbakin (Asbaken), Maklaumkarta (Malaumkarta) i Mega (w północno-zachodniej części półwyspu Ptasia Głowa), ale sam język ma pochodzić z wyspy Gag. W latach 80. XX w. oszacowano, że ma 250 użytkowników; w powszechnym użyciu były języki moi i indonezyjski. Według nowszych danych (2020–2023) posługuje się nim 5–6 osób. Pozostali użytkownicy zamieszkują wieś Asbaken (ok. 300 mieszk.), gdzie większość stanowi grupa etniczna Moi. Dominujący język wśród As to malajski papuaski.
Jest przedstawicielem języków Raja Ampat. G. Reesink rozpatruje go jako izolat, o nieustalonym pokrewieństwie z innymi językami. Z doniesień części użytkowników wynika, że wywodzą się z ludu Biak, a w przeszłości zawierano małżeństwa mieszane z ludnością Ternate. Zebrane materiały leksykalne potwierdzają związek z tymi grupami językowymi. Możliwe, że wyemigrowali z Halmahery na Molukach lub z wyspy Salawati w archipelagu Raja Ampat. Według lokalnej tradycji ludność As została wysłana na te tereny w celu szerzenia islamu za czasów Sułtanatu Tidore.
Bliżej nieopisany, materiały dot. tego języka ograniczają się do danych leksykalnych. Nie wykształcił piśmiennictwa.